# Heather McDermid
Heather McDermid (ur. 17 października 1968 w Calgary) – kanadyjska wioślarka, dwukrotna medalistka olimpijska.
Brała udział w dwóch igrzyskach (IO 96, IO 00), na obu zdobywała medale w ósemce. W 1996 zajęła drugie miejsce, w 2000 była trzecia. Zdobyła brąz mistrzostw świata w ósemce w 1999.